# San Pedro de Mérida
San Pedro de Mérida ist eine Gemeinde (municipio) mit 861 Einwohnern (Stand: 2024) in der spanischen Provinz Badajoz in der Autonomen Gemeinschaft Extremadura. 

## Lage
San Pedro de Mérida liegt etwa 15 Kilometer ostnordöstlich von Mérida in einer Höhe von 280 m. Der Guadiana fließt durch den Süden der Gemeinde. Die Autovía A-5 führt von Mérida kommend nach Madrid.

## Demografie
| Einwohnerzahl (1900–2021)                 | Einwohnerzahl (1900–2021) | Einwohnerzahl (1900–2021) | Einwohnerzahl (1900–2021) | Einwohnerzahl (1900–2021) | Einwohnerzahl (1900–2021) | Einwohnerzahl (1900–2021) | Einwohnerzahl (1900–2021) | Einwohnerzahl (1900–2021) | Einwohnerzahl (1900–2021) | Einwohnerzahl (1900–2021) | Einwohnerzahl (1900–2021) | Einwohnerzahl (1900–2021) |
| ----------------------------------------- | ------------------------- | ------------------------- | ------------------------- | ------------------------- | ------------------------- | ------------------------- | ------------------------- | ------------------------- | ------------------------- | ------------------------- | ------------------------- | ------------------------- |
| 1900                                      | 1910                      | 1920                      | 1930                      | 1940                      | 1950                      | 1960                      | 1970                      | 1981                      | 1991                      | 2001                      | 2011                      | 2021                      |
| 608                                       | 711                       | 850                       | 1003                      | 893                       | 1029                      | 1192                      | 896                       | 755                       | 809                       | 825                       | 878                       | 851                       |
| Quelle: Instituto Nacional de Estadística |                           |                           |                           |                           |                           |                           |                           |                           |                           |                           |                           |                           |

## Sehenswürdigkeiten
- Peterskirche (Iglesia de San Pedro Apóstol)
- Reste einer westgotischen Basilika

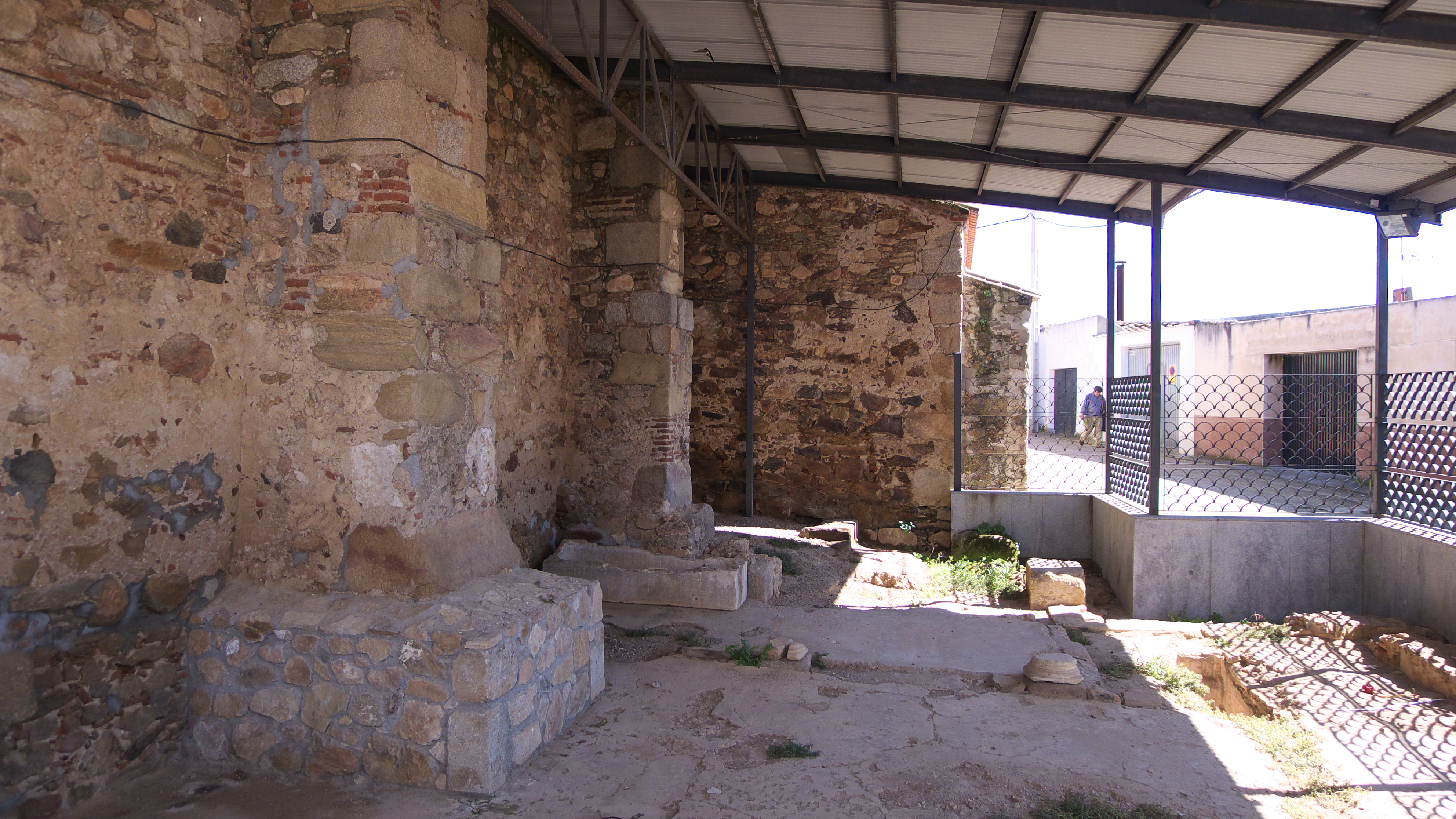
Reste der westgotischen Basilika
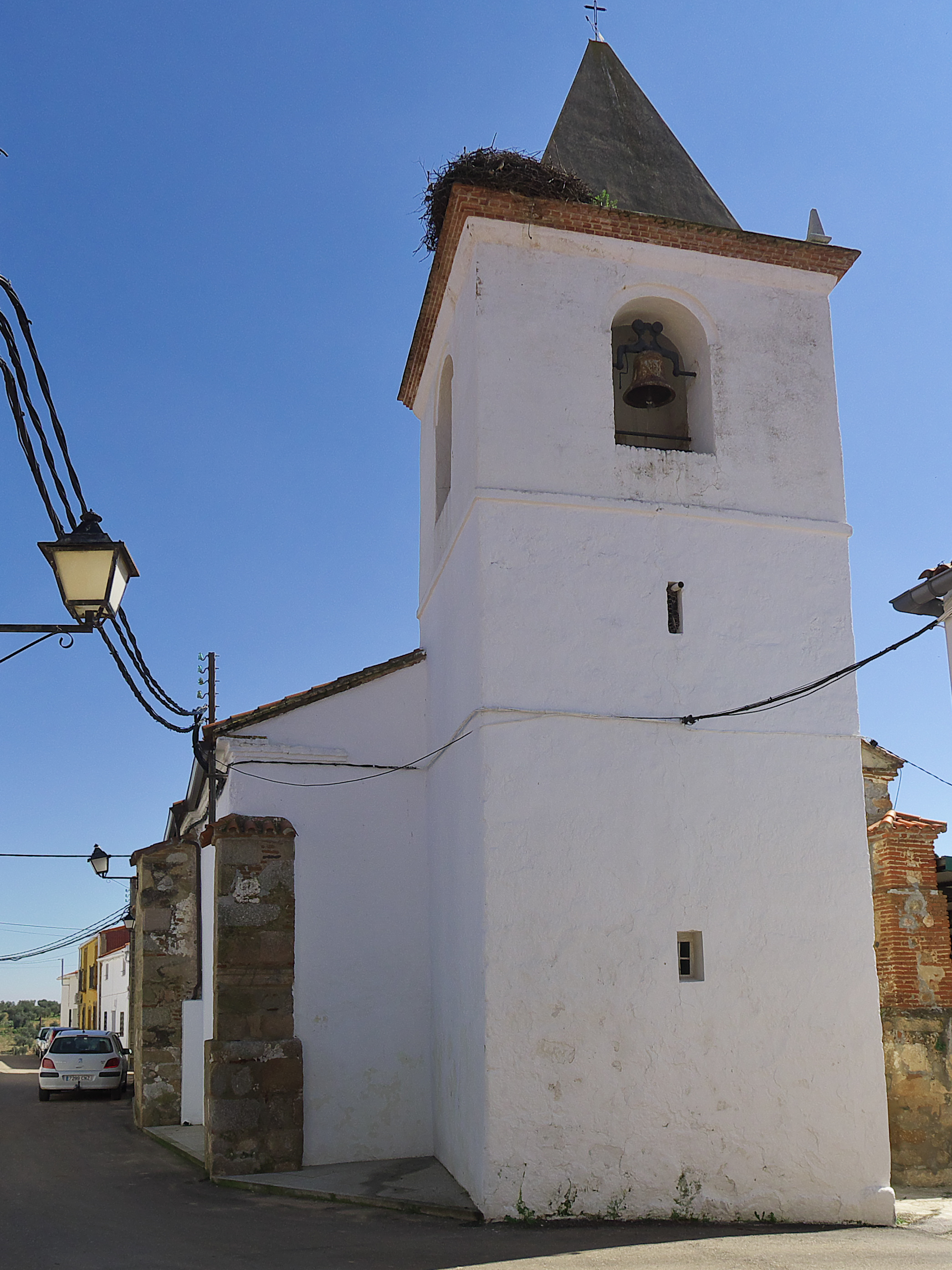
Peterskirche